# Homalium guianense
Homalium guianense es una especie de árbol perteneciente a la familia de las salicáceas. Se encuentra en Sudamérica.

## Descripción
Árbol de hojas simples, alternas, dísticas y con estípula libre. Su tronco es de base acanalada. (Acero Duarte, L. 2005)

## Usos
Madera artesanal: se usa para tallar cabos de herramientas como martillos y hachas.
Los tallos de ejemplares jóvenes se usan para hacer mandadores o perreros.
Es una especie ornamental.
Su uso como madera artesanal ha ocasionado su extinción progresiva. (Acero Duarte, L. 2005)

## Taxonomía
Homalium guianense fue descrita por (Aubl.) Oken y publicado en Allgemeine Naturgeschichte 3(2): 810, en el año 1841.
Sinonimia
- Homalium densiflorum Spruce ex Benth.
- Homalium napimoga Spreng.
- Homalium puberulum Klotzsch ex Eichler
- Homalium racoubea Sw.
- Napimoga guianensis Aubl.
- Racoubea guianensis Aubl. basónimo[2]

## Nombres comunes
“carrapo”  (Acero Duarte, L. 2005)